# Пайгусов, Евсигний Григорьевич
Евсигний (Евгений) Григорьевич Пайгусов (14 августа 1913,  Тяптяево, Козьмодемьянский уезд, Казанская губерния, Российская империя (ныне Ядринский район, Чувашия) — 29 марта 1977, Чувашская АССР) — участник Великой Отечественной войны, помощник начальника оперативного отделения штаба 79-й гвардейской Запорожской Краснознамённой орденов Суворова и Богдана Хмельницкого стрелковой дивизии (28-й гвардейский Люблинский стрелковый корпус, 8-я гвардейская армия, 1-й Белорусский фронт), гвардии капитан. Герой Советского Союза.

## Биография
Родился 14 августа 1913 года в селе Тяптяево Козьмодемьянского уезда Казанской губернии, ныне Ядринского района Чувашской Республики, в бедной крестьянской семье. Чуваш.
Отец умер в 1919 году от полученных на Первой мировой войне ран.
К 1921 году, когда хозяйство Пайгусовых пострадало от большого пожара, Евсигний окончил 4 класса. Был устроен в Карошлыхскую школу колхозной молодёжи, которая помещалась в бывшем монастыре недалеко от Большого Сундыря и была с сельскохозяйственным уклоном.
С 1931 года обучался на курсах учителей начальных классов при Ядринском педтехникуме, по завершении работал учителем в деревне Юнгапоси.
В 1935 году был призван в Красную Армию. Сначала Евгений служил в Первой Московской пролетарской стрелковой дивизии, где стал комсомольцем. Через год дивизия была отправлена на Дальний Восток.
В 1939 году в Благовещенске окончил курсы средних командиров, к 1941 году был в должности адъютанта штаба стрелкового батальона. Окончил ускоренные курсы для штабных работников при военной академии им. Фрунзе.
Боевой путь Е. Г. Пайгусова начался на Брянском фронте. При форсировании реки Висла в боях за Польшу Пайгусову было присвоено звание Героя Советского Союза. Член КПСС с 1944 года, майор с 1945 года.
После Великой Отечественной войны Евгений Григорьевич служил в рядах Советской Армии до 1957 года. В 1954 году окончил курсы усовершенствования офицерского состава. С 1956 года — в запасе. Жил в городе Чебоксары Чувашской АССР, работал на заводе тракторных запчастей.
Умер 29 марта 1977 года.

## Награды и звания
- Герой Советского Союза. Указ Президиума Верховного Совета СССР от 6 апреля 1945 года:
  - орден Ленина № 28305,
  - медаль «Золотая Звезда» № 5857.
- Орден Красного Знамени. Приказ командующего 8-й гвардейской армией № 483/н от 17 февраля 1945 года.
- Орден Красного Знамени. Указ Президиума Верховного Совета СССР от 30 декабря 1956 года.
- Орден Отечественной войны II степени. Приказ командующего 8-й гвардейской армией № 253/н от 14 августа 1944 года.
- Орден Красной Звезды. Указ Президиума Верховного Совета СССР от 19 ноября 1951 года.
- Медаль «За боевые заслуги». Указ Президиума Верховного Совета СССР от 6 мая 1946 года.
- Медаль «За победу над Германией в Великой Отечественной войне 1941—1945 гг.». Указ Президиума Верховного Совета СССР от 9 мая 1945 года.
- Медали СССР.